# Sender Nürnberg-Kleinreuth

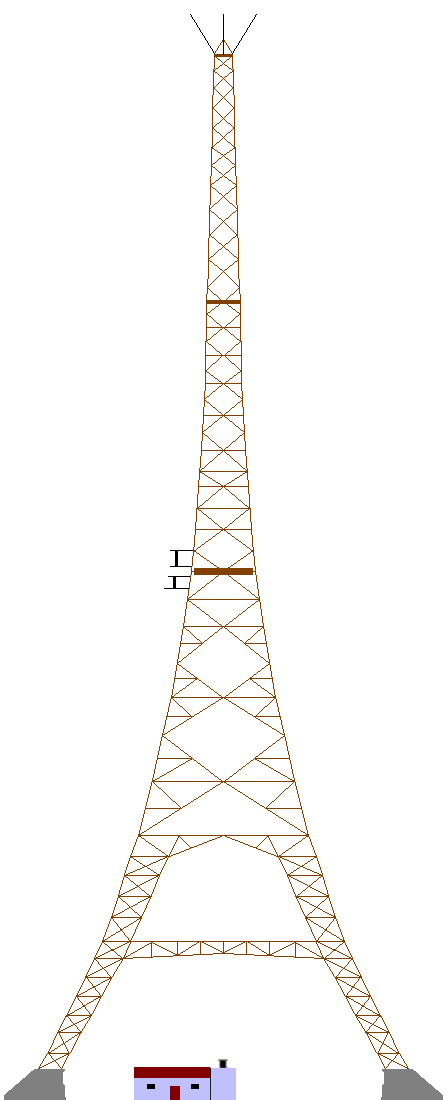
Zeichnung des ehemaligen Holzsendeturms aus Ismaning, welcher 1935 in Kleinreuth bei Schweinau ohne den 39 Meter hohen Sockel wiederaufgebaut wurde

Der Sender Nürnberg-Kleinreuth war eine Sendeanlage, die 1927 im Nürnberger Stadtteil Kleinreuth bei Schweinau an der ehemaligen Rundfunkstraße 24, jetzt Franz-Hoffmann-Straße 1 (vormals Sigmundstraße 181), errichtet wurde, um den nordbayerischen Raum mit Rundfunkprogrammen im Mittelwellenbereich zu versorgen.
Zwischen 1927 und 1935 verwendete diese Anlage eine T-Antenne, die zwischen zwei 75 Meter hohen, freistehenden Stahlfachwerktürmen gespannt war. 1935 wurde diese Anlage durch einen 124 Meter hohen Holzturm aus südamerikanischer Pechkiefer ersetzt, der beim Umbau der Antennenanlage des Senders Ismaning im Jahr 1934 entbehrlich wurde und nach seiner Demontage in Nürnberg-Kleinreuth wieder errichtet wurde. Als Sendeantenne verwendete er einen schwundmindernden, spannungsgespeisten Höhendipol. Im April 1945 wurde der Holzmast bei einem Artilleriebeschuss beschädigt, wobei zwei Hauptpfeiler durchschossen wurden. Der Mast konnte wieder instand gesetzt werden, so dass der Rundfunksender am 22. November 1945 wieder seinen in Betrieb aufnehmen konnte.
Am 6. April 1950 wurde in Nürnberg-Kleinreuth ein zweiter Antennenträger in Form eines 100 Meter hohen, gegen Erde isolierten, abgespannten Stahlfachwerkmast in Betrieb genommen. Der nunmehr entbehrliche Holzturm wurde am 12. Juli 1961 wegen Baufälligkeit gesprengt.
Am 15. September 1969 wurde der Rundfunksender Nürnberg-Kleinreuth stillgelegt, nachdem der auf dem Dillberg befindliche Sendemast mit einer Reusenantenne für Mittelwelle ausgerüstet worden war und somit die Funktion der Anlage in Nürnberg-Kleinreuth übernehmen konnte.
1973 wurde das Areal der Sendeanlage schließlich an die Firma Theisen KG (heute: Hoffmann Nürnberg GmbH) verkauft, welche die inzwischen stillgelegten Anlagen abbrechen ließ, um dort eine Werkhalle zu errichten.